# The Long Journey Home
The Long Journey Home (с англ. — «Долгий путь домой») — компьютерная игра в жанре приключенческого боевика, разработанная и изданная в 2017 году Daedalic Entertainment для Windows. Позднее игра была издана для MacOS, PlayStation 4, Xbox One и Nintendo Switch.

## Об игре
Игра начинается с того, что космический корабль взлетает c Земли и направляется в сторону чёрной дыры, в результате чего оказывается на краю галактики, оставшись без помощи с Земли. Цель игры — вернуться домой, пролетев через всю галактику. Перед вылетом с Земли игрок выбирает четырёх из десяти звездолётчиков, корабль, на котором он полетит, и челнок. Каждый член отличается своим уникальным предметом, способностью и недостатком, а корабли и челноки — прочностью корпуса, топливными баками, максимальной дистанцией полёта. Игрок перемещается в случайно сгенерированную вселенную, чтобы сделать опыт исследования более открытым и разнообразным.

## Разработка
Игра была разработана игровой студией Daedalic, известной своими приключенческими играми в жанре point-and-click. Разработчики описывают The Long Journey Home как космическую ролевую игру в жанре roguelike, вдохновлённую Star Control II и Starflight. Писатель Ричард Коббетт, сравнивая игру со Star Control II, которая раскрывала инопланетные культуры через диалоги, настаивал на том, чтобы улучшить этот аспект, сделав разговоры более продуманными и интерактивными.
Разработчики стремились максимально расширить выбор игроков, позволяя им прерывать, игнорировать квесты или атаковать даже дружеские компании. Квесты были разработаны, чтобы иллюстрировать различные инопланетные культуры и личности. Целью игры является вызвать чувство одиночества, уязвимости и отчаяния.
Изначально в игре была система торговли, но она была упрощена в пользу кредитов. Через месяц после выхода игры в The Long Journey Home был добавлен более лёгкий сюжетный режим.

## Оценки
| Сводный рейтинг       | Сводный рейтинг |
| Агрегатор             | Оценка          |
| --------------------- | --------------- |
| GameRankings          | 67,80 %         |
| Metacritic            | 68/100          |
| Иноязычные издания    |                 |
| Издание               | Оценка          |
| GameStar              | 85/100          |
| IGN                   | 6,4/10          |
| Русскоязычные издания |                 |
| Издание               | Оценка          |
| Riot Pixels           | 64 %            |